# Cumella vulgaris
Cumella vulgaris är en kräftdjursart som beskrevs av Hart 1930. Cumella vulgaris ingår i släktet Cumella och familjen Nannastacidae. Inga underarter finns listade i Catalogue of Life.